# Phlox amoena
Phlox amoena är en blågullsväxtart. Phlox amoena ingår i släktet floxar, och familjen blågullsväxter.

## Underarter
Arten delas in i följande underarter:
- P. a. amoena
- P. a. lighthipei

## Bildgalleri

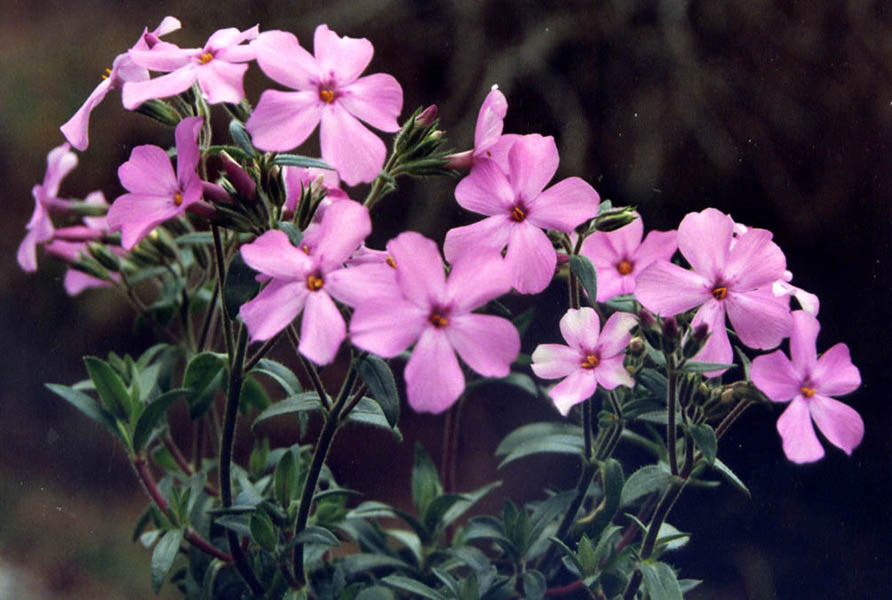
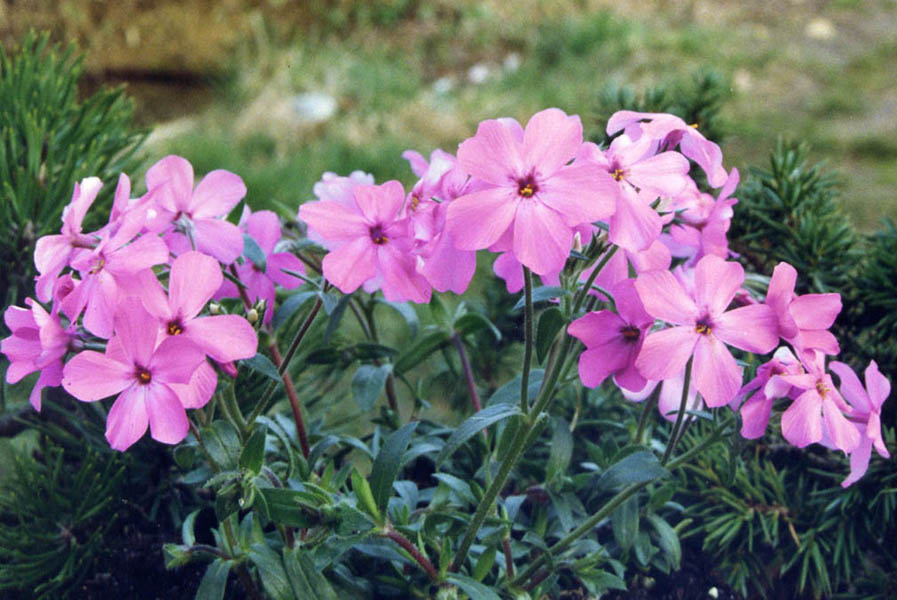
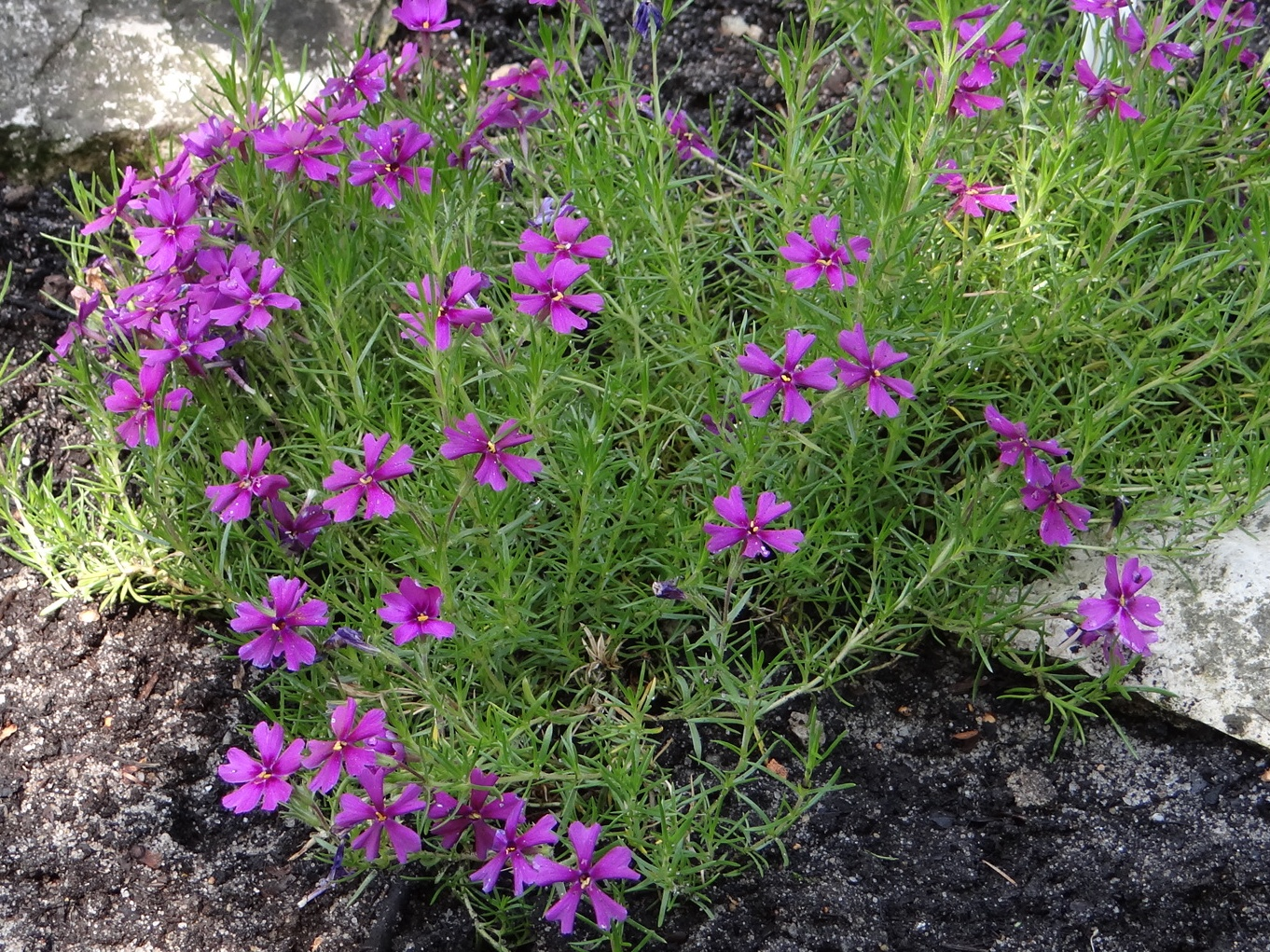